# Le Sserafim
Le Sserafim (hangul: 르세라핌) – południowokoreański girlsband, założony przez Source Music. Grupa składa się z pięciu członkiń: Sakura, Kim Chae-won, Huh Yun-jin, Kazuha i Hong Eun-chae. Pierwotnie grupa składała się z sześciu członkiń. Kim Ga-ram, została usunięta z grupy 20 lipca 2022 roku po rozwiązaniu kontraktu na wyłączność. 2 maja 2022 roku grupa zadebiutowała minialbumem, zatytułowanym Fearless.

## Nazwa
Nazwa grupy, Le Sserafim, jest anagramem wyrażenia „I’m Fearless” (jestem nieustraszona/y).

## Historia zespołu

### Przed debiutem
Sakura zadebiutowała jako aktorka w filmie Ano Hito Ano Hi w 2011 roku. W tym samym roku dołączyła do japońskiej grupy HKT48. Została awansowana na pełnoprawną członkinie HKT48 Team H w 2012 roku, a następnie została przeniesiona do HKT48 Team KIV w 2014 roku. 27 czerwca 2021 roku po 10 latach spędzonych w grupie, Sakura oficjalnie opuściła grupę.
W 2018 roku Sakura, Kim Chae-won i Huh Yun-jin brały udział w reality show Produce 48. Yunjin reprezentowała Pledis Entertainment, natomiast Chaewon reprezentowała Woollim Entertainment. Po zajęciu odpowiednio drugiego i dziesiątego miejsca, Sakura i Chaewon zostały wybrane do ostatecznego składu grupy Iz*One, promującej się jako członkinie aż do jej rozwiązania 29 kwietnia 2021 roku. Yunjin zajęła 26. miejsce i została wyeliminowana w 11. odcinku.
Przed dołączeniem do grupy, Kazuha była zawodową baletnicą, a po przejściu przesłuchania została osobiście zrekrutowana przez założyciela Big Hit Music Bang Si-hyuka podczas studiów w Holenderskiej Narodowej Akademii Baletowej. Kazuha wcześniej uczęszczała również do Akademii Bolszoj w Moskwie oraz do Królewskiej Szkoły Baletowej w Wielkiej Brytanii.
Hong Eun-chae przez dwa lata była członkinią Def Dance School. Zanim dołączyła do Source Music w 2021 roku, brała udział w przesłuchaniach do JYP Entertainment i Pledis Entertainment.

LE SSERAFIM logo

### 2022: Debiut zFearless, odejście Kim Ga-ram iAntifragile
14 marca Source Music ogłosiło, że utworzą nowy dziewczęcy zespół, którego pierwszymi członkiniami będą Sakura i Kim Chae-won. 21 marca Hybe potwierdziło, że grupa oficjalnie zadebiutuje w maju. 13 kwietnia Source Music ogłosiło, że 2 maja Le Sserafim wyda swój debiutancki minialbum Fearless. Zamówienia przedpremierowe minialbumu przekroczyły 270 000 egzemplarzy w siedem dni i 380 000 egzemplarzy w szesnaście dni.
Przed debiutem grupy Kim Ga-ram stała się przedmiotem kontrowersji. Została oskarżona o zastraszanie innych uczniów w jej gimnazjum oraz palenie i picie alkoholu przez nieletnich. Hybe Corporation zaprzeczyło zarzutom, twierdząc, że Kim była ofiarą, a nie sprawcą zastraszania. Wyrazili, że podejmą kroki prawne przeciwko tym, którzy rozpowszechniają fałszywe plotki, a Kim nie została usunięta z debiutanckiego składu.
W dniu premiery Fearless sprzedało się w ponad 175 000 egzemplarzy. 10 maja, osiem dni po debiucie, grupa zdobyła swoje pierwsze zwycięstwo w programie muzycznym The Show. 20 maja Hybe Corporation i Source Music wydały wspólne oświadczenie dotyczące zarzutów zastraszania Kim Ga-ram, ogłaszając, że zrobi przerwę z powodu toczących się śledztw, a Le Sserafim będzie tymczasowo promować się jako pięcioosobowa grupa. 20 lipca Hybe Corporation i Source Music ogłosiły, że Kim Ga-ram odejdzie z grupy i że jej kontrakt został rozwiązany, a Le Sserafim kontynuuje działalność jako pięcioosobowa grupa.
17 października Le Sserafim wydały swój drugi minialbum Antifragile. To był ich pierwszy powrót jako pięcioosobowa grupa po odejściu Kim Ga-ram. Album zajął 14. miejsce na liście Billboard 200, stając się tym samym najszybciej debiutującym żeńskim zespołem K-popowym na tej liście. 24 listopada Hybe wydało webtoon o tytule Crimson Heart, inspirowany przesłaniem zespołu "postępuj bez strachu" przez Webtoon.

### 2023: Debiut w Japonii iUnforgiven

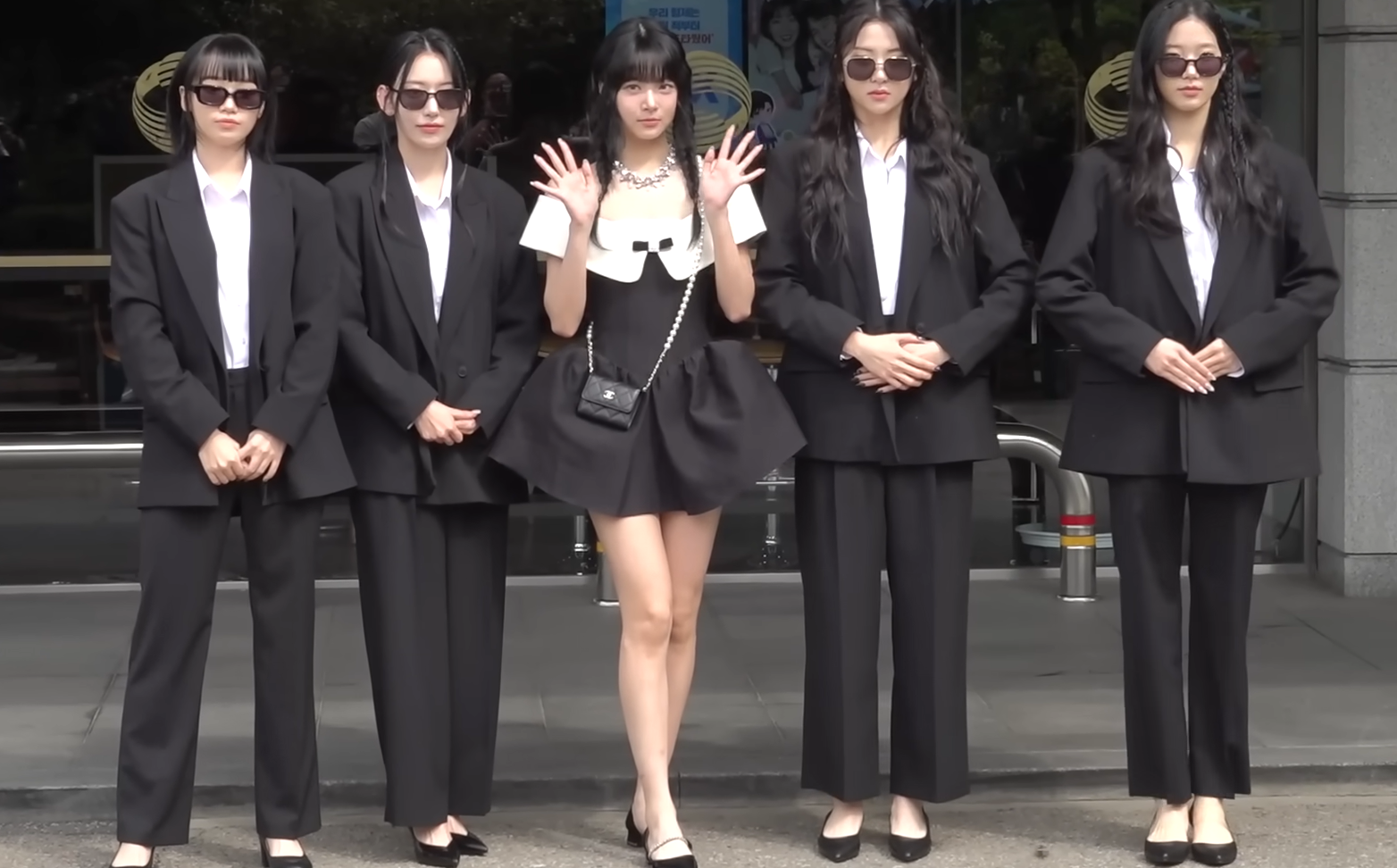
Le Sserafim w maju 2023 roku

25 stycznia 2023 roku zespół zadebiutował w Japonii wydając japońską wersję swojego utworu „Fearless”. 16 marca 2023 roku Source Music poinformowało, że Le Sserafim powróci na początku maja. 3 kwietnia ujawniono, że będzie to ich pierwszy album studyjny zatytułowany Unforgiven, który został wydany 1 maja. W czerwcu ogłoszono, że grupa wyruszy w swoją pierwszą trasę koncertową, Flame Rises, która rozpocznie się w sierpniu. 25 lipca grupa wydała swój drugi oryginalny japoński utwór „Jewelry” z ich drugiego japońskiego singla Unforgiven. Singiel, wydany 23 sierpnia, zawierał także japońskie wersje utworów „Unforgiven” i „Antifragile”.
12 października Source Music ogłosiło, że grupa wyda swój pierwszy anglojęzyczny singiel cyfrowy, „Perfect Night”, 27 października we współpracy z Blizzard Entertainment, aby promować grę Overwatch 2. Wydarzenie w grze obejmujące elementy kosmetyczne i tryby gry nawiązujące do grupy trwało od 1 do 20 listopada. Grupa wystąpiła na BlizzConie 4 listopada. 19 listopada grupa wydała „Dresscode”, który służy jako piosenka przewodnia do japońskiej adaptacji serialu telewizyjnego na podstawie mangi Sexy Tanaka-san.

### 2024:Easy,Coachella iCrazy
22 stycznia 2024 roku potwierdzono, że Le Sserafim wyda swój trzeci minialbum Easy 19 lutego. Angielskie wersje tytułowego singla oraz utworu „Smart” zostały wydane odpowiednio 23 lutego i 22 marca. W kwietniu 2024 roku grupa wystąpiła na festiwalu Coachella razem z Nilem Rodgersem, gdzie zaprezentowała nowy utwór zatytułowany „1-800-Hot-N-Fun”. Pod koniec czerwca 2024 roku potwierdzono, że kolejny comeback grupy zaplanowany jest na sierpień. 10 lipca Muzeum Grammy w Los Angeles w Kalifornii ogłosiło, że w sierpniu odbędzie się specjalna wystawa poświęcona K-popowi, na której zaprezentowane zostaną akcesoria i stroje sceniczne artystów pod Hybe, w tym Illit, Le Sserafim, Fromis 9 i BTS.
5 sierpnia ogłoszono, że Le Sserafim wyda swój czwarty minialbum zatytułowany Crazy 30 sierpnia. Angielska wersja tytułowego singla oraz różne remiksy, w tym kolaboracja z amerykańskim artystą Dashaunem Wesleyem, zostały wydane 2 września. 4 września ukazał się remiks tytułowego singla z udziałem angielskiej piosenkarki PinkPantheress, a 9 września kolejny remiks z francuskim producentem Davidem Guettą. 11 września Le Sserafim wystąpiły z utworami „Crazy” i „1-800-Hot-N-Fun” podczas swojego pierwszego występu na gali MTV Video Music Awards, gdzie zdobyły nagrodę PUSH Performance of the Year za „Easy”.
WW październiku Le Sserafim ogłosiły, że ich trzeci japoński singiel Crazy zostanie wydany 11 grudnia. 10 listopada grupa po raz pierwszy wystąpiła na gali MTV Europe Music Awards, wykonując utwory „Chasing Lightning” i „Crazy”. Były nominowane do trzech nagród: Best Push, Best New i Best K-pop, zdobywając statuetkę w kategorii Best Push. 12 listopada grupa wydała utwór „Star Signs”, która jest jednocześnie zapowiedzią nadchodzącego japońskiego singla Crazy oraz piosenki promocyjnej dla japońskiej marki Lumine.

### 2025:Hoti pierwsza światowa trasa koncertowa
17 lutego 2025 roku ogłoszono, że piąty minialbum Le Sserafim, Hot, zostanie wydany 14 marca. Angielska wersja oraz różne remiksy głównego singla o tym samym tytule ukazały się 17 marca. 28 lutego grupa zapowiedziała swoją pierwszą światową trasę koncertową Easy Crazy Hot, która rozpoczeła się w Inczonie 19 i 20 kwietnia.

## Członkinie

### Obecne
| Pseudonim     | Pseudonim | Prawdziwe imię                   | Data urodzenia      | Pozycja w zespole             |
| Latynizacja   | Hangul    | Prawdziwe imię                   | Data urodzenia      | Pozycja w zespole             |
| ------------- | --------- | -------------------------------- | ------------------- | ----------------------------- |
| Kim Chae-won  | 김채원    | Kim Chae-won (kor. 김채원)       | 1 sierpnia 2000     | liderka, wokalistka           |
| Sakura        | 사쿠라    | Miyawaki Sakura (jap. 宮脇 咲良) | 19 marca 1998       | wokalistka                    |
| Huh Yun-jin   | 허윤진    | Huh Yun-jin (kor. 허윤진)        | 8 października 2001 | wokalistka                    |
| Kazuha        | 카즈하    | Nakamura Kazuha (jap. 中村 一葉) | 9 sierpnia 2003     | tancerka, wokalistka, raperka |
| Hong Eun-chae | 홍은채    | Hong Eun-chae (kor.홍은채)       | 10 listopada 2006   | wokalistka, tancerka, maknae  |

### Byłe
| Pseudonim   | Pseudonim | Prawdziwe imię           | Data urodzenia    | Pozycja w zespole |
| Latynizacja | Hangul    | Prawdziwe imię           | Data urodzenia    | Pozycja w zespole |
| ----------- | --------- | ------------------------ | ----------------- | ----------------- |
| Kim Ga-ram  | 김가람    | Kim Ga-ram (kor. 김가람) | 16 listopada 2005 | wokalistka        |

## Dyskografia

### Albumy studyjne
| Rok  | Dane dot. albumu                                                                                             | Najwyższa pozycja | Najwyższa pozycja | Najwyższa pozycja | Najwyższa pozycja | Najwyższa pozycja | Najwyższa pozycja | Najwyższa pozycja | Najwyższa pozycja | Najwyższa pozycja | Sprzedaż                                      |
| Rok  | Dane dot. albumu                                                                                             | KOR (Circle)      | CAN               | FRA               | GER               | JPN               | JPN Hot           | NZ                | US                | US World Albums   | Sprzedaż                                      |
| ---- | --- | ----------------- | ----------------- | ----------------- | ----------------- | ----------------- | ----------------- | ----------------- | ----------------- | ----------------- | --------------------------------------------- |
| 2023 | Unforgiven - Wydany: 1 maja 2023 - Wytwórnia: Source Music, Geffen - Format: CD, digital download, streaming | 1                 | 63                | 20                | 22                | 1                 | 1                 | 28                | 6                 | 1                 | - KOR: 1 509 974+ - JPN: 107 429 - US: 45 000 |

### Minialbumy
| Rok  | Dane dot. albumu                                                                                               | Najwyższa pozycja | Najwyższa pozycja | Najwyższa pozycja | Najwyższa pozycja | Najwyższa pozycja | Najwyższa pozycja | Najwyższa pozycja | Najwyższa pozycja | Najwyższa pozycja | Sprzedaż                                       |
| Rok  | Dane dot. albumu                                                                                               | KOR (Circle)      | CAN               | FRA               | GER               | JPN               | JPN Hot           | NZ                | US                | US World Albums   | Sprzedaż                                       |
| ---- | --- | ----------------- | ----------------- | ----------------- | ----------------- | ----------------- | ----------------- | ----------------- | ----------------- | ----------------- | ---------------------------------------------- |
| 2022 | Fearless - Wydany: 2 maja 2022 - Wytwórnia: Source Music - Format: CD, digital download, streaming             | 2                 | –                 | –                 | –                 | 3                 | 1                 | –                 | –                 | –                 | - KOR: 471 675+ - JPN: 32 998                  |
| 2022 | Antifragile - Wydany: 17 października 2022 - Wytwórnia: Source Music - Format: CD, digital download, streaming | 2                 | –                 | 32                | 37                | 1                 | 1                 | –                 | 14                | 1                 | - KOR: 1 026 011+ - JPN: 57 851+ - US: 27 000+ |
| 2024 | Easy - Wydany: 19 lutego 2024 - Wytwórnia: Source Music - Format: CD, digital download, streaming              | 1                 | –                 | –                 | 75                | 1                 | 2                 | 30                | 8                 | 2                 | - KOR: 1 110 169+ - JPN: 116 047 - US: 34 000+ |
| 2024 | Crazy - Wydany: 30 sierpnia 2024 - Wytwórnia: Source Music - Format: CD, digital download, streaming           | 2                 | 81                | 24                | 25                | 2                 | 2                 | 26                | 7                 | 1                 | - KOR: 758 191+ - JPN: 95 556+ - US: 47 000+   |
| 2025 | Hot - Wydany: 14 marca 2025 - Wytwórnia: Source Music - Format: CD, digital download, streaming                | 1                 | –                 | –                 | –                 | 2                 | 6                 | 27                | 9                 | 1                 | - KOR: 689 912+ - JPN: 90 648+ - US: 38 500+   |

### Single

#### Single cyfrowe
| Rok                                                       | Tytuł                              | Najwyższa pozycja | Najwyższa pozycja | Najwyższa pozycja | Najwyższa pozycja | Najwyższa pozycja | Najwyższa pozycja | Najwyższa pozycja | Najwyższa pozycja | Najwyższa pozycja | Najwyższa pozycja | Sprzedaż         | Album       |
| Rok                                                       | Tytuł                              | KOR               | KOR               | CAN               | JPN               | JAP Hot           | NZ Hot            | SGP               | US World          | WW                | US                | Sprzedaż         | Album       |
| Rok                                                       | Tytuł                              | Circle            | Songs             | CAN               | JPN               | JAP Hot           | NZ Hot            | SGP               | US World          | WW                | US                | Sprzedaż         | Album       |
| Koreańskie                                                | Koreańskie                         | Koreańskie        | Koreańskie        | Koreańskie        | Koreańskie        | Koreańskie        | Koreańskie        | Koreańskie        | Koreańskie        | Koreańskie        | Koreańskie        | Koreańskie       | Koreańskie  |
| --------------------------------------------------------- | ---------------------------------- | ----------------- | ----------------- | ----------------- | ----------------- | ----------------- | ----------------- | ----------------- | ----------------- | ----------------- | ----------------- | ---------------- | ----------- |
| 2022                                                      | „Fearless”                         | 9                 | 4                 | –                 | 1                 | 1                 | 27                | 7                 | 12                | 69                | –                 | - JPN: 273 870   | Fearless    |
| 2022                                                      | „Antifragile”                      | 2                 | 2                 | 96                | –                 | 12                | 19                | 5                 | 8                 | 38                | –                 | dane niedostępne | Antifragile |
| 2023                                                      | „Unforgiven” (z Nile Rodgers)      | 2                 | 1                 | 92                | –                 | 6                 | 7                 | 3                 | 7                 | 23                | –                 | dane niedostępne | Unforgiven  |
| 2023                                                      | „Eve, Psyche and Bluebeard's Wife” | 2                 | 2                 | –                 | –                 | 22                | 28                | –                 | 11                | 66                | –                 | dane niedostępne | Unforgiven  |
| 2024                                                      | „Easy”                             | 4                 | 3                 | 48                | –                 | 17                | 8                 | 1                 | 4                 | 13                | 99                | dane niedostępne | Easy        |
| 2024                                                      | „Smart”                            | 8                 | 9                 | 91                | –                 | 46                | 21                | 3                 | 9                 | 39                | –                 | dane niedostępne | Easy        |
| 2024                                                      | „Crazy”                            | 22                | 11                | 65                | –                 | 3                 | 1                 | 6                 | 1                 | 17                | 76                | dane niedostępne | Crazy       |
| 2025                                                      | „Hot”                              | 11                | –                 | 91                | –                 | 19                | –                 | 7                 | 1                 | 45                | –                 | dane niedostępne | Hot         |
| Angielskie                                                |                                    |                   |                   |                   |                   |                   |                   |                   |                   |                   |                   |                  |             |
| 2023                                                      | „Perfect Night”                    | 1                 | 2                 | 58                | –                 | 7                 | 5                 | 1                 | 18                | –                 | –                 | –                | –           |
| „–” oznacza, że singiel nie był notowany na danej liście. |                                    |                   |                   |                   |                   |                   |                   |                   |                   |                   |                   |                  |             |

#### Pozostałe utwory notowane
| Rok                                                       | Tytuł                                           | Najwyższa pozycja | Najwyższa pozycja | Najwyższa pozycja | Najwyższa pozycja | Album       |
| Rok                                                       | Tytuł                                           | KOR               | KOR               | NZ Hot            | SGP               | Album       |
| Rok                                                       | Tytuł                                           | Circle            | Songs             | NZ Hot            | SGP               | Album       |
| --------------------------------------------------------- | ----------------------------------------------- | ----------------- | ----------------- | ----------------- | ----------------- | ----------- |
| 2022                                                      | „Blue Flame”                                    | 193               | –                 | –                 | –                 | Fearless    |
| 2022                                                      | „Impurities”                                    | 140               | 24                | –                 | –                 | Antifragile |
| 2022                                                      | „No Celestial”                                  | 149               | –                 | –                 | –                 | Antifragile |
| 2022                                                      | „Good Parts (When the Quality Is Bad but I Am)” | 154               | –                 | –                 | –                 | Antifragile |
| 2023                                                      | „Fearless” (2023 version)                       | 181               | –                 | –                 | –                 | Unforgiven  |
| 2023                                                      | „Blue Flame” (2023 version)                     | 199               | –                 | –                 | –                 | Unforgiven  |
| 2023                                                      | „No-Return (Into the Unknown)”                  | 98                | –                 | –                 | –                 | Unforgiven  |
| 2023                                                      | „Fearnot (Between You, Me and the Lamppost)"”   | 130               | –                 | –                 | –                 | Unforgiven  |
| 2023                                                      | „Flash Forward”                                 | 148               | –                 | –                 | –                 | Unforgiven  |
| 2023                                                      | „Fire in the Belly”                             | 167               | –                 | –                 | –                 | Unforgiven  |
| 2024                                                      | „Good Bones”                                    | 127               | –                 | –                 | –                 | Easy        |
| 2024                                                      | „Swan Song”                                     | 90                | –                 | 25                | –                 | Easy        |
| 2024                                                      | „We Got So Much”                                | 113               | –                 | 35                | –                 | Easy        |
| „–” oznacza, że singiel nie był notowany na danej liście. |                                                 |                   |                   |                   |                   |             |

## Wideografia

### Teledyski
| Tytuł                                              | Rok  | Reżyser                  | Źr.     |
| -------------------------------------------------- | ---- | ------------------------ | ------- |
| „Fearless”                                         | 2022 | Guzza (Kudo)             | [ 106 ] |
| „Antifragile”                                      | 2022 | Soonsik Yang             | [ 107 ] |
| „Impurities”                                       | 2022 | Jihye Yoon (Lumpens)     | [ 108 ] |
| „Fearless” - Japanese ver.                         | 2023 | Soonsik Yang             | [ 109 ] |
| „Unforgiven” (z Nile Rodgers)                      | 2023 | Soonsik Yang             | [ 110 ] |
| „Eve, Psyche & The Bluebeard's Wife”               | 2023 | Jihye Yoon (Lumpens)     | [ 111 ] |
| „Unforgiven” (z Nile Rodgers, Ado) - Japanese ver. | 2023 | Soonsik Yang             | [ 112 ] |
| „Perfect Night”                                    | 2023 | Woogie Kim               | [ 113 ] |
| „Easy”                                             | 2024 | Nina McNeely             | [ 114 ] |
| „Smart”                                            | 2024 | Yong Seok Choi (Lumpens) | [ 115 ] |